# Dakini

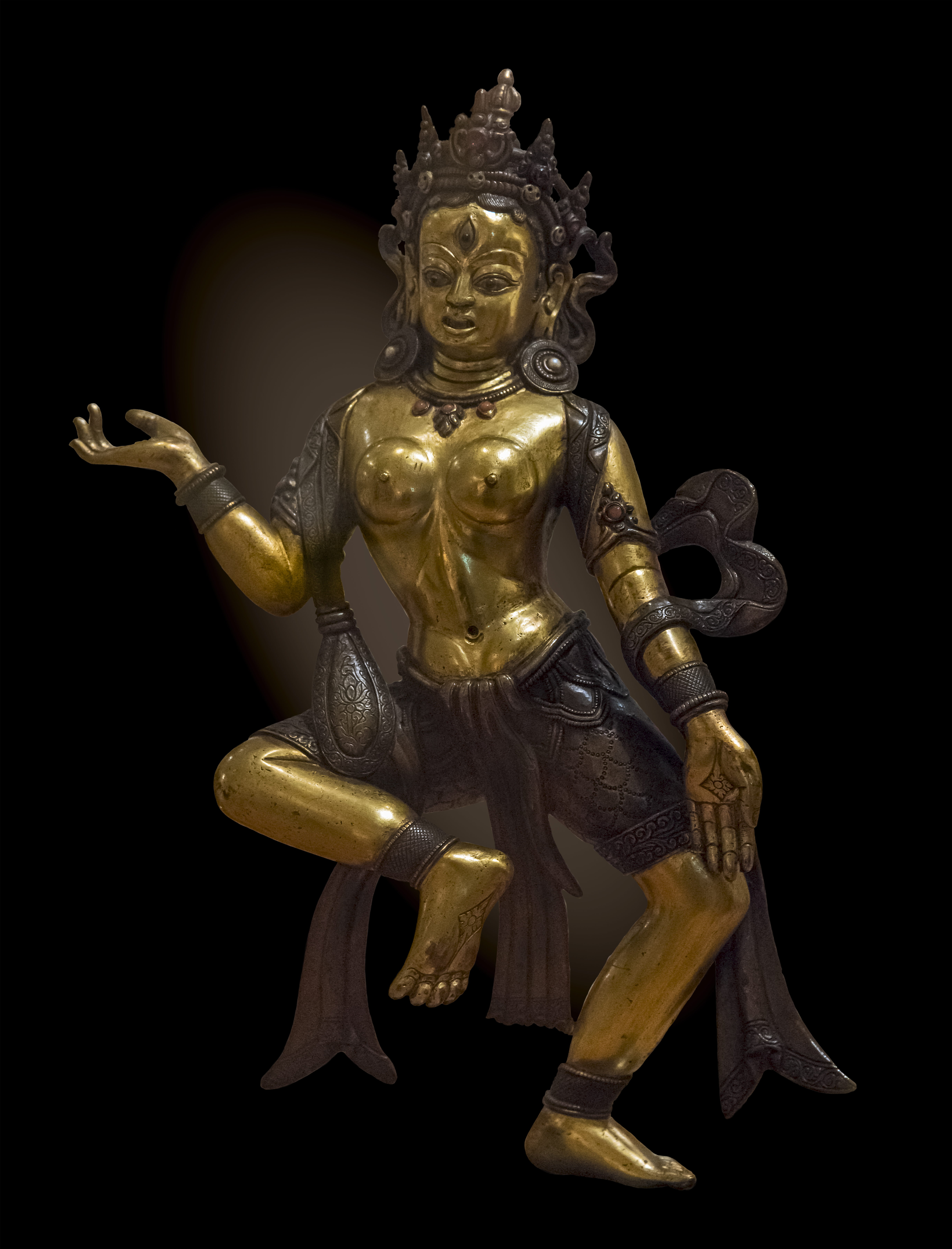
En staty föreställande en dakini, från Tibet, 1800-tal

En dakini är en kvinnlig kannibalisk demon. I Shantidevas verk Bodhicaryavatara beskrivs de som försvarare av helvetet. Inom tantrisk buddhism lär dakiner ibland ut hemliga tantriska läror och är ofta positiva demoner, snarare än ondsinta sådana.
Dakiner omnämns för första gången i indiska texter från 300-talet, och ett möjligt ursprung för dem är indiska shamaner.
Författaren Clarissa Pinkola Estés som skrivit boken Kvinnor som slår följe med vargarna skriver att Dakini är den dansande gudom som skänker kvinnor klarsynthet.